# Valdieu-Lutran
Valdieu-Lutran là một xã trong tỉnh Haut-Rhin, vùng Grand Est ở đông bắc Pháp. Xã này có diện tích 5,17 km², dân số năm 1999 là 350 người. Khu vực này có độ cao 340 mét trên mực nước biển.